# 霞ヶ浦
霞ヶ浦、霞ケ浦（かすみがうら）は、茨城県南東部に広がる湖。広義には、西浦と北浦、常陸利根川（北利根川、外浪逆浦及び常陸川）、鰐川、横利根川（河川法上は5河川からなる一級河川）を総称した水域である（流域市町村には茨城県の22市町村に千葉県香取市と栃木県益子町を含む）。狭義（湖沼学的）には西浦のみをいう。
広義の霞ヶ浦（常陸利根川、横利根川、西浦、鰐川及び北浦）の総面積は約220平方キロメートル、狭義（西浦）でも総面積は172平方キロメートルで、日本の湖沼では琵琶湖についで二番目に大きい。流域の一部は水郷筑波国定公園に指定されている。湖沼水質保全特別措置法指定湖沼（北浦及び常陸利根川を含む）。

## 地理

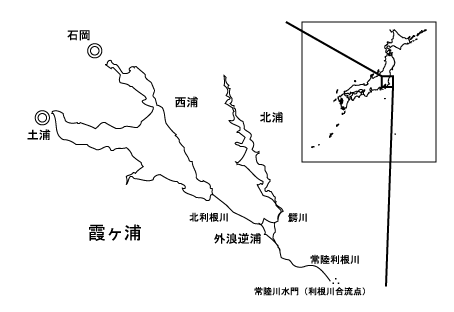
霞ヶ浦と各水域

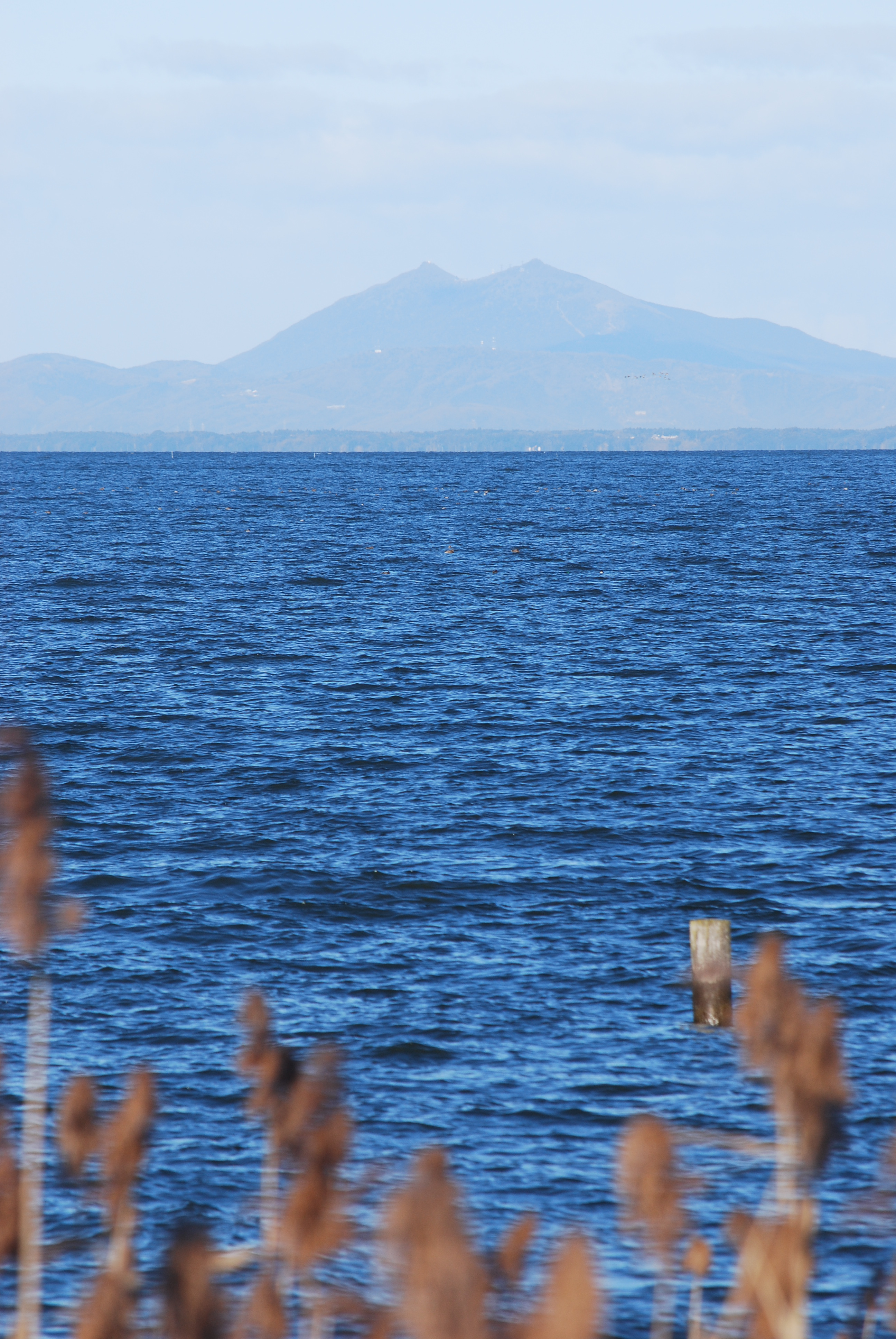
稲敷市境島から望む霞ケ浦と筑波山

外浪逆浦周辺の空中写真。
2012年2月21日撮影の21枚を合成作成。。

広義の霞ヶ浦について河川整備計画では「常陸利根川、横利根川、霞ヶ浦（西浦）、鰐川及び北浦の5河川の総称」としており、湖面積約220平方キロメートル、流域面積2,157平方キロメートルの一級河川としている。湖面積220.0平方キロメートルは日本第2位、茨城県内では最大である。
なお「常陸利根川」は河川法で指定された河川名であり、これには北利根川、外浪逆浦及び常陸川と呼ばれていた水域を含む（国土交通省関東地方整備局霞ヶ浦河川事務所「霞ヶ浦の現状と課題」の補足説明では北利根川、外浪逆浦及び常陸川は旧来の河川名としている）。
主な水域別の面積は次のとおり。
- 西浦：172平方キロメートル[7]
- 北浦：36平方キロメートル[7]
- 常陸利根川：12平方キロメートル[7]

平均水深は約4メートル、最大水深は約7メートル、年間流下量は約14億立方メートル、貯留量は約8.5億立方メートル。流入河川は56あり、桜川、恋瀬川、巴川、小野川などが有名である。
江戸時代など低鹹汽水化していた時期もあるが、1963年（昭和38年）に常陸利根川の河口に水門（常陸川水門）が設けられ、外洋水塊は完全に遮断されたため淡水湖とされている。

### 西浦
湖沼学的に区分された狭義の霞ヶ浦は西浦のことを指す。湖面積172平方キロメートル、湖岸延長122キロメートルである。
土浦方面に伸びる水域を「土浦入（つちうらいり）」、石岡方面に伸びる水域を「高浜入（たかはまいり）」、この両者が交わる出島沖の広い水域を「三叉沖（みつまたおき）」と呼ぶ。他に「江戸崎入（稲波干拓）」、「甘田入」、「大山入（余郷入）」などがあったが、昭和期の干拓事業により消滅した。羽賀沼、野田奈、西の洲、本新、八木などの干拓も行われ、湖水域は減少した。
稲敷市浮島の和田ノ岬、稲敷郡美浦村の稲荷ノ鼻、稲敷市古渡の堂崎ノ鼻は、霞ヶ浦（西浦）に伸びてできた砂嘴である。

### 北浦
湖面積36平方キロメートル、湖岸延長75キロメートルである。
潮来市の水原洲吠崎、鹿嶋市の爪木ノ鼻は北浦に伸びて出来た砂嘴である。

### 常陸利根川
先述のように河川法上の「常陸利根川」には北利根川、外浪逆浦及び常陸川と呼ばれていた水域を含む。
北利根川
北利根川では1949年（昭和24年）からの工事で川幅が従来の2倍となり引提と浚渫により河道が明瞭化した。
外浪逆浦
面積約6平方キロメートル、最大水深9メートル。1893年に浪逆浦を堤防で南北に仕切り、その南が外浪逆浦である。内浪逆浦（うちなさかうら）は外浪逆浦の北にあったが、昭和初期の干拓事業で農地となり消滅。現在は住宅地（潮来市日の出地区）となっている。
常陸川
逆流防止と塩害防除のため1963年（昭和38年）に常陸川水門が竣工した。

## 名称

### 表記
国土地理院発行の『標準地名集（自然地名）』では「ケ（大文字）」を用いており、地名としては「霞ケ浦」が正式表記である。国が「ヶ（小文字）」を、茨城県が「ケ（大文字）」を用いる傾向にある。「霞ヶ浦・北浦」という表現のように事実上は西浦のみを指して使われる場合も多い。
霞ヶ浦は古代に「流海」（ながれうみ）か「浪逆の海」（なさかのうみ）と呼ばれ、中世に入って「霞の浦」と和歌に詠まれていたが、鹿島灘の「外の海」に対して「内の海」ともいわれた。「霞ヶ浦」と呼ばれるようになったのは江戸時代になってからのことである。

### 語源
『常陸国風土記』の行方郡の条にある「香澄（かすみ）の里」に由来すると言われる。大足日子（景行天皇）が付き随う臣下に「海には、すなわち青い波が漂っており、陸には、これまた、赤色の霞がたなびいている。国がその中にあると私の目にはみえる。」と言ったことは語源の1つだとされるが、明確にいつ、誰が名付けたかに関しては不明である。

## 利用

### 漁業
現在の霞ヶ浦で主に漁獲されるのはワカサギ、シラウオ、コイ（鯉）、フナ、ウナギ、アユ、ボラ、レンギョ（ハクレンなど）、イサザアミなど。エビ、イサザアミ、ゴロ、コイなどが生息している。またワカサギやシラウオなどは付加価値が大きいため、重要な魚種となっている。アユは最近になって漁獲されるようになっている。少量ではあるが、タナゴ亜科、クルメサヨリ、ウグイ、ドジョウ、スズキ（セイゴ）、ヒガイ、ソウギョ、ブラックバス、アメリカナマズ（チャネルキャットフィッシュ）、ペヘレイなども漁獲されている。
ただ、特にブラックバスやペヘレイなどの魚種は現在のところほとんど商品価値がなく、あまり利用されていない。また、水揚げされたアメリカナマズ、ブルーギル、ブラックバス、ハクレンなどを用い、管理された原料・環境で魚粉が製造され養鶏飼料から始まり魚類の養殖飼料や有機肥料として利用されて地産地消品として有効利用されている。こうした食用として人気が低い外来魚の肥料・飼料化は茨城県庁も後押ししており、在来種魚介類への食害を減らして漁業資源と生態系を保全する目的もある。
全般的に漁獲量は1978年の漁獲量（17,487トン）をピークにして減少傾向が続いていて、1998年には2,000トン台に突入。2000年の漁獲量は2,416トンであった。魚種別に見ても減少傾向は変わらず、例えばワカサギは1980年代には1,000トンを超えることもあったが、90年代初頭には400 - 500トン前後となり、2000年の漁獲は51トンでしかない。シラウオも一時300トン前後と回復傾向にあったが1998年頃から100トン前後になり、2000年の漁獲量は95トンだった。また、漁獲量の約半分を占めるエビ・アミ類についても減少傾向にある。
漁業種別漁獲量を見ると、わかさぎ・しらうおひき網（トロール網）が36.6%、いさざ・ごろひき網が32.0%、定置網が16.3%、掛網が13.6%となっている。定置網は張網ともいわれ、湖岸沿いからもかなりな数を見ることができる。
生産額は2000年の総額が8億6,100万円で、その内訳はエビが半分以上の4億6600万円、シラウオが1億600万円、ハゼが5,500万円、コイが5,000万円、ワカサギが4,200万円となっており、シラウオやワカサギが漁獲量に比べ生産額が高い。
農林水産省『漁業センサス』によると、霞ヶ浦一帯の漁業従事者は2018年で326人と、2008年（725人）に比べ半数以下に減った。
養殖漁業においては、特にコイの養殖が有名で、かつては全国一の生産量を誇っており、佐久などの他のコイ産地にも出荷していた。しかし、2003年のコイヘルペスウイルス (KHV) の流行により壊滅的打撃を受け、翌年には全業者が廃業した。2009年4月に養殖自粛要請が解除され養殖が再開されることとなった。養殖鯉は出荷直前の数日間、湖水中の生け簀から、地下水を汲み上げたシメ生簀移して、消化器の内容物や余分な脂肪を落として臭みを抜く。
この他、浮島付近や江戸崎などでは淡水真珠の養殖も行われている。2000年の淡水真珠の浜揚量は135キログラムで、これは全国（181キログラム）の約75％になる。なお、生産額は7億100万円だった。
そして、霞ヶ浦の魚介類は、煮干し、甘露煮、佃煮、焼き物などに加工されている。煮干は古くから保存食として定着していたが、佃煮は明治以降に普及したものである。煮干になる主なものはワカサギ、シラウオ、イサザアミ、エビ。佃煮はワカサギ、ハゼ、イサザアミ、フナ。焼き物はフナ（すずめ焼き）、ワカサギなどである。焼きワカサギなどは独特の風味であるということで霞ヶ浦の特産品として特に珍重された。しかし、近年は漁獲量の減少とともに霞ヶ浦産の原料の確保が難しくなっている。また、行方市商工会は北米原産のチャネルキャットフィッシュ（アメリカンキャットフィッシュ）を使った行方バーガー（なめパックン）というご当地グルメで街おこしをしている。
なお、霞ヶ浦の範囲には独立した「海区」が設定されており、漁業法上、内水面ではなく海と同じ扱いを受けるほか、独自の海区漁業調整委員会（茨城県霞ヶ浦北浦海区漁業調整委員会）と漁業調整規則（茨城県霞ヶ浦漁業調整規則）を持っている。近年、常陸川水門を部分的に開門するなどの措置を行うことにより、近隣水域の湖水が汽水と撹拌・浄化され、シジミやスズキなど日本固有種でかつ漁業価値の高い生息魚貝類の豊化の可能性が考えられている。これはすなわち関連漁業資源の回復を意味するものである。状況的には汽水湖である浜名湖（静岡県西部）のように、漁業や遊漁業がかなり活性化される可能性を秘めている。霞ヶ浦も以前は汽水湖だったので原点回帰策とも言える。汽水化されれば先述のブラックバスやアメリカナマズなどの迷惑外来種も住めなくなり、代わってスズキやクロダイ、ウナギなどの付加価値の高い魚種に入れ替わる。

### 利水
霞ヶ浦は上水道や農業用水、工業用水の水源として使われている。水利権は茨城県（毎秒37.23立方メートル）、千葉県（毎秒4.19立方メートル）、東京都（毎秒1.50立方メートル）におよび、合計で毎秒42.92立方メートルとなっている。しかし、その水質は化学的酸素要求量（COD）や総窒素・総リンなどの化学的指標によると良好とは言えない状況が続いている。また、湖水は茶色がかり、透明度も著しく低い状態となっており、場所によっては浮遊物（ゴミなど）が打ち上げられている場所も少なくなく、心象は決して清浄とはいえない。1978年に日本中央競馬会（JRA）によって開設された美浦トレーニングセンターでの飲料用にも使用されているが、他の競馬場やトレーニングセンターとの比較で「水が悪い」と言われ、競走馬に水を飲ませるのに苦労するケースがこれまでも多々見られている。
1970年代から夏季を中心にアオコの大発生、水道水の異臭、シジミや養殖ゴイの大量死などが顕著に発生するようになり、1979年にはCOD年間平均が過去最悪の11.3mg/lに至る。これに対し、他の合成洗剤に代えて石鹸を使おうと呼びかける市民運動が行われたり、1981年に富栄養化防止条例が公布されたりたりしたものの、この時期の強烈なイメージから「汚れた湖」「死の湖」というイメージが定着するようになってしまう。1990年代半ば以降、かつてのようなアオコの大発生は観測されていない。しかし、それは水質が改善されてきたというよりも発生する植物プランクトンが変化した結果と考えられている。なお、2000年代には（アオコの）大きな発生はなかったが、2011年に大発生があった。
こうした霞ヶ浦の水質汚濁の特徴としては、流域が平地で面積も広く水深が浅いので、そもそも自然的に富栄養化が進行するうえに流域での生産や生活活動の増大によって人為的な富栄養化が重なっている点、平均水深が4メートルと浅いために底泥が舞い上がりやすい点、夏季の無酸素状態による窒素・リンの底泥からの溶出、流入河川の総窒素・総リンの濃度が高い点、湖岸植生帯や流域の森林・水路の変化などによっていわゆる「自然浄化力」が低下している点などが挙げられている。
汚濁要因をみてみると、外部要因では生活廃水よりも山林・田畑・道路などからの流出による面源系のものが多い。具体的には流域での約40万頭に及ぶ養豚、沿岸地帯に約1,700ヘクタール広がるレンコン栽培用の蓮田によるものが特徴的とされている。内部の要因としては底泥からの溶出などがあり、CODやリンで全体の負荷の半分近く、窒素で3割を占めるという。
こうした状況の中で、霞ヶ浦では主に霞ヶ浦を管理する国土交通省（旧・建設省）によって水質浄化対策が行われてきた。その筆頭に挙げられるのは底泥の浚渫事業である。これは1975年度より西浦の土浦入と高浜入で行われ、1992年度からはその規模が大きくなり、一年間に50億円以上の予算を使い約50万立方メートルを浚渫しているとされている。この計画の合計浚渫量は800万立方メートルで、これは湖底にある全底泥（約4,000万立方メートル）の1/5ほどに相当し、1975年から2000年度までの間に534万立方メートルが浚渫されている。浚渫は窒素やリンを溶出させる底泥を除去しようというもので、比較的リンなどを多く含む表面から30センチメートルの底泥を対象にしている。国土交通省の説明によると浚渫を行うことによって、溶出の速度が1/4になり負荷を減少させることができるとされている。しかし、浚渫をしても新たな堆積物が積もるため、10年後には再び5 - 7センチメートルの底泥表面が新たに形成されてしまう。そのため、広大な霞ヶ浦では汚濁後の水質浄化処理をしたとしても、汚濁原因も併せて改善させない限りその効果は限定的であるという指摘もある。茨城県では、霞ヶ浦流域の住民を対象にした、下水道に接続する工事や浄化槽を設置する際の工事の助成を行っている。
一方で常陸川水門を部分的に開門し、汽水との撹拌で水質を浄化する試みも模索し始められている。この際、利水に必要な取水口の位置と汽水拡大範囲の関係確認などが必要であるが、現在考えられうる最も現実的な湖水浄化の手段である。

### 観光

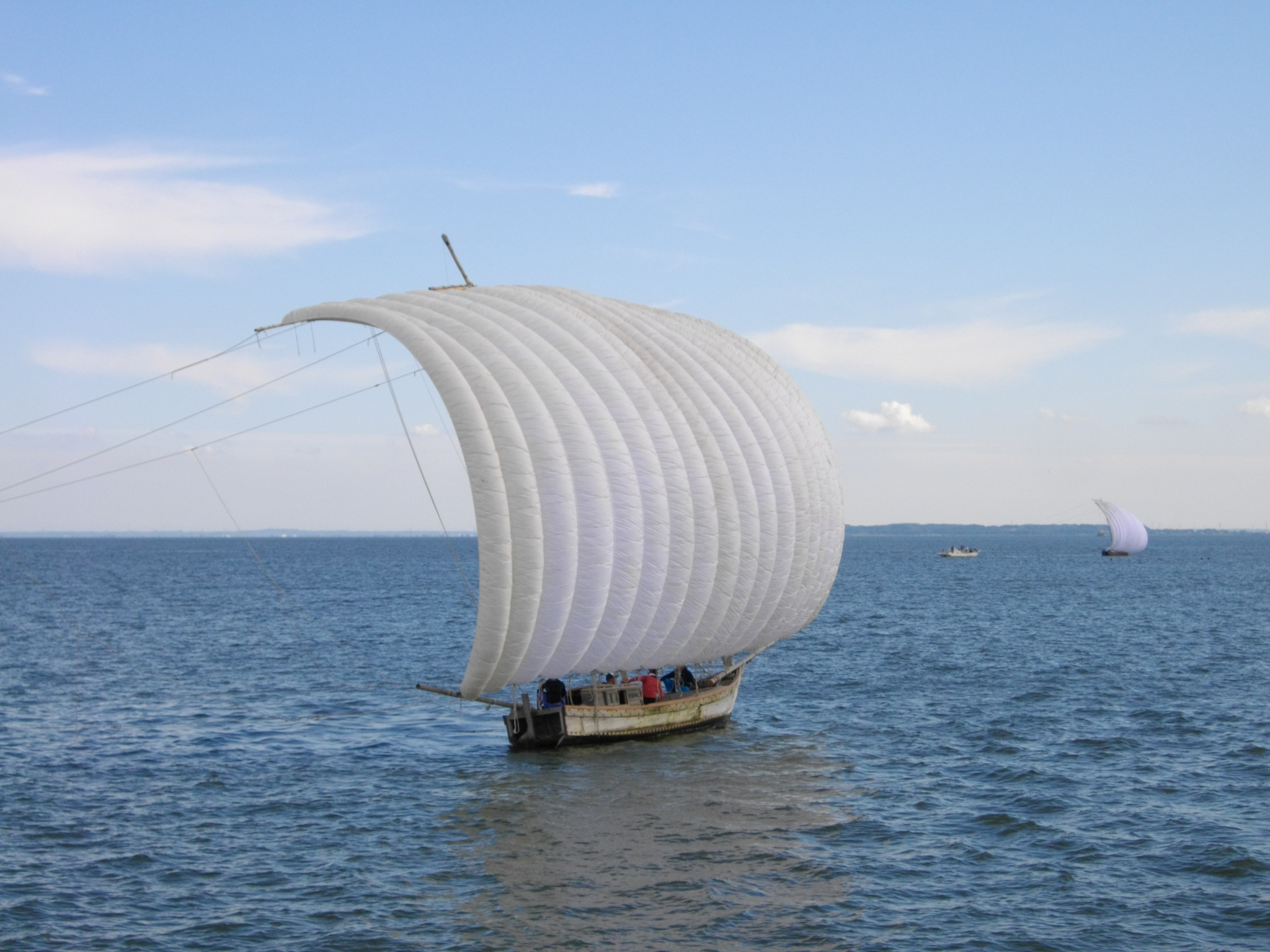
帆曳船

霞ヶ浦は釣りやヨット、水上オートバイなどのレジャーに利用されているほか、湖上には遊覧船・観光帆曳船が運航されている。日本百景に選定されており、高度成長期以前は、独特の水郷景観を特徴とした観光地でもあった。
- 遊覧船
  - ラクスマリーナ「ホワイトアイリス号」
    - 【定期遊覧】ラクスマリーナ→桜川河口沖→霞ヶ浦総合公園沖→予科練沖→防衛技研沖→三又沖および筑波山展望→霞ヶ浦町（旧出島）川尻沖→沖宿沖→ラクスマリーナ
    - 【季節定期航路】土浦港→潮来港汽船埠頭→玉造ふれあいランド前桟橋→土浦港

  - 常陽観光「ジェットホイルつくば号」
    - 土浦港→旧予科練沖→美浦村沖→かすみがうら市沖→土浦港
    - 【水郷潮来あやめまつり期間中の特定日】土浦港→前川あやめ園（午前）、前川あやめ園→土浦港（午後）
- 観光帆曳船
  - 夏 - 秋期の金・土・日・祝日のみ運航。
- 西浦湖畔の観光スポット
  - 小美玉市
    - おみたま花火大会 … 2023年より、10月第1土曜日に湖畔の大井戸湖岸公園周辺で開催される（予定）の花火大会。打ち上げ数5,000発[19]。

  - 行方市
    - サンセットフェスタIN天王崎 … 毎年8月に湖畔の天王崎公園で、市内外の団体や個人から寄付を受けて開催されるイベントである。夕方からステージ上でのイベントが開催され、夜には湖上花火大会が開催される。打ち上げ数は毎年約5,000発で、1万人前後が訪れる。
    - 霞ヶ浦ふれあいランド

  - かすみがうら市
    - 観光帆引き船「7月 - 11月までの毎週日曜日」
    - 帆引きフェスタ「5月のゴールデンウイーク」
    - 歩崎公園…主に霞ヶ浦に棲息している魚を展示しているかすみがうら市水族館がある。
    - また、サイクリングで湖畔をぐるりと一周して楽しめる「つくば霞ヶ浦りんりんロード」も整備され、ナショナルサイクルルートにも指定された。土浦駅などで自転車をレンタル出来る。

  - 土浦市
    - かすみがうらマラソン…4月中旬に霞ヶ浦湖畔で開催されるマラソン大会。ランナー数は2万6千人を超え、東京マラソンに次ぐ日本第2位の規模の市民マラソン大会である。
    - 泳げる霞ヶ浦市民フェスティバル…7月の海の日に霞ヶ浦湖畔で開催されるお祭り。
    - 観光帆曳船…7月中旬 - 10月中旬の金、土、日、祝日の午後1時から午後2時半頃まで運航。

  - 稲敷市
    - 和田公園…チューリップの名所である。
- 北浦湖畔の主な観光スポット
  - 鹿嶋市花火大会

## 生物相
霞ヶ浦周辺は筑波山隗を除くとほとんどが台地と低地で構成される平地であるため、古くから農耕地などの開発が進み、それによって追いやられてしまったとされる生物も多い。しかし、その反面クヌギやコナラ、アカマツなどを主体とする二次林を中心に農地や小川・湧水・ため池、そして住居など生活空間を含めた里山のような環境で生きる生き物たち（例えばオオタカやフクロウなどの猛禽類を食物連鎖における最高次消費者とし表徴とするようなもの）を豊かにはぐくんできた。また、入り江から汽水湖、そして淡水湖と姿を変えてきた遠浅で広い海跡湖である霞ヶ浦の存在もその周辺に住む生き物を特徴付ける要因となっている。

### 植物
霞ヶ浦のように勾配が緩やかな浅い水域のある湖では、陸から水面へと向かう「水辺」に環境条件の勾配があり、それに呼応するように抽水（挺水）植物（ヨシやマコモなど）、浮葉植物（ヒシやアサザなど）、沈水植物（クロモなど）などの多様な植生帯が発達していた。こうした水生植物の群落は動物にとっても産卵場所・生息場所となり、霞ヶ浦の周辺を特徴付ける重要な要素となっている。一方、人間もこれらの水生植物を利用してきた。
しかし、富栄養化が進行し透明度が悪くなると沈水植物は光合成が出来なくなり生育できなくなる。また、湖岸をコンクリート護岸にしたことで、物理的に植生帯が失われ、また、時に堤防を越えるような激しい風浪による洗掘と侵食が発生するようになった。この他、水資源開発による水位操作などによって霞ヶ浦の植生帯は大きく失われている（逆に妙岐ノ鼻（浮島湿原）のように一部でもヨシ原が比較的多く残っている場所は鳥類を筆頭に生き物の貴重な住処となっていることで有名であり、こうした植物群落が生き物にとって重要な存在であることがわかる）。
そのほか、植物プランクトンも霞ヶ浦にとって重大な影響を与える。アオコのような植物プランクトンの大発生はその後の遺骸の分解によって湖水の酸欠をもたらし、生物の大量死を招くほか、植物プランクトンの種類や発生状況は動物プランクトンやそれを食べる甲殻類・魚類などの動向をも決定付けている。

### 鳥類
鳥類を特徴付ける大きな要素として霞ヶ浦自体が長い湖岸延長により多くの「水辺」を提供し、葦原などの湖岸植生帯が発達していることが挙げられる。サギ、ガン、カモ、クイナ、シギ、チドリなどの多くの鳥類がそれぞれ生息したり、渡りの途中に飛来したり、繁殖したりしている。
現在の湖岸では、葦原などがだいぶ失われてしまってはいるが、それでも夏になるとオオヨシキリがさえずり、ツバメなどのねぐら入りが見ることが出来る。そして妙岐ノ鼻のように広い葦原が残っているところではサンカノゴイなどの希少なサギ類やオオセッカなどの他にあまり繁殖地が無い鳥やチュウヒといった猛禽類などの数少ない生息地になっている。また、オオヒシクイの飛来する江戸崎は関東地方に残されたガンの定期飛来地として貴重な存在といえる。

### 魚類・甲殻類
もともと霞ヶ浦は遠浅でプランクトンが増えやすく、海との交流もあり、生育環境や糧となる湖岸植生帯が発達していたことなどから、生産性が高く魚類や甲殻類の豊富な湖であった。こうした背景から、ワカサギやシラウオ、コイなどの魚が名産品としてもてはやされ、人間の暮らしや文化に深く結びついてきた。
しかし、著しく水質が汚染され、そして近年は外来種が侵入した事により、ワカサギやシラウオ、ハゼ類（ゴロ）やテナガエビなどの漁獲は近年総じて尻すぼみになっている。かつては普通に見られ、食卓も賑わしていたはずのキンブナが姿を消すのではないかと懸念されている。また、スズキやウナギのように海との交流の産物だった魚も往年の面影はなく、現状は決して良好とはいえない。
タナゴ類は、産卵母貝となる二枚貝類の減少などにより、タナゴ、アカヒレタビラ、ヤリタナゴはいずれも減少が著しく、かつて多産したゼニタナゴは、ついに本水系では絶滅したものと考えられている。霞ヶ浦の淡水魚類相の風物詩でもあるタナゴ類は、今や外来種であるタイリクバラタナゴ、オオタナゴに席巻された感が強い。特に2000年頃から姿が目立ち始めたオオタナゴは近年タナゴ類の優占種ともいえる状況にまで異常繁殖し、北浦・西浦の全水域で定着している。琵琶湖からの国内移入種と思われるカネヒラは近年減少傾向である。

### 昆虫類
霞ヶ浦周辺はため池や水田などの水辺が豊富にあったために、かつては無数のトンボが空を埋め尽くしていたという。このほかにも、周辺の水辺はゲンゴロウやマツモムシといった水棲昆虫が多く生息していたと考えられている。現在では、こうした昆虫類はだいぶ数を減らしているが、小野川周辺のヨシ原や、妙岐ノ鼻、潮来市の水郷トンボ公園などではトンボや小型の水棲昆虫がまだ多く生息している。

### 貝類
江戸時代の初期頃までは海産の貝類が生息していたといわれる。しかし、その後の淡水化の流れによって貝類も淡水産のものへと移行してきた。1963年の常陸川水門の竣工は淡水化を決定的にしたために汽水産のヤマトシジミは重要な漁獲種でもあったが姿を消している。また周辺の水田にはオオタニシ、ヒメタニシ、マルタニシなどが生息。比較的汚れた水域にはモノアラガイやサカマキガイ、きれいな流入河川にはカワニナなどが生息している。マシジミなどは貴重な自然の恵みとして用水路などでも採取されていた。
現在の霞ヶ浦では、タンカイと呼ばれるカラスガイやイケチョウガイなどの二枚貝類は減少が著しく、諸調査によっても生息が極めて希薄となった地点も多い。イシガイ、マツカサガイなどイシガイ類が辛うじて流入河川や水通しのよい場所を中心に見られる程度である。原因は富栄養化によって生息するプランクトンが変化し、貝類の餌がなくなってしまったことや微生物による大量の有機物の分解によって酸素が消費され、湖底付近が酸欠になったことなどが考えられている。
シジミについては、マシジミに代わり、タイワンシジミとおぼしきもの、中国産のシジミに酷似した淡水シジミなどが増加している（水産会社によって積極的に移入されているという見方がある）。また、一部では通称「ジャンボタニシ」といわれるスクミリンゴガイが発見されている。

## 歴史

### 近代以前

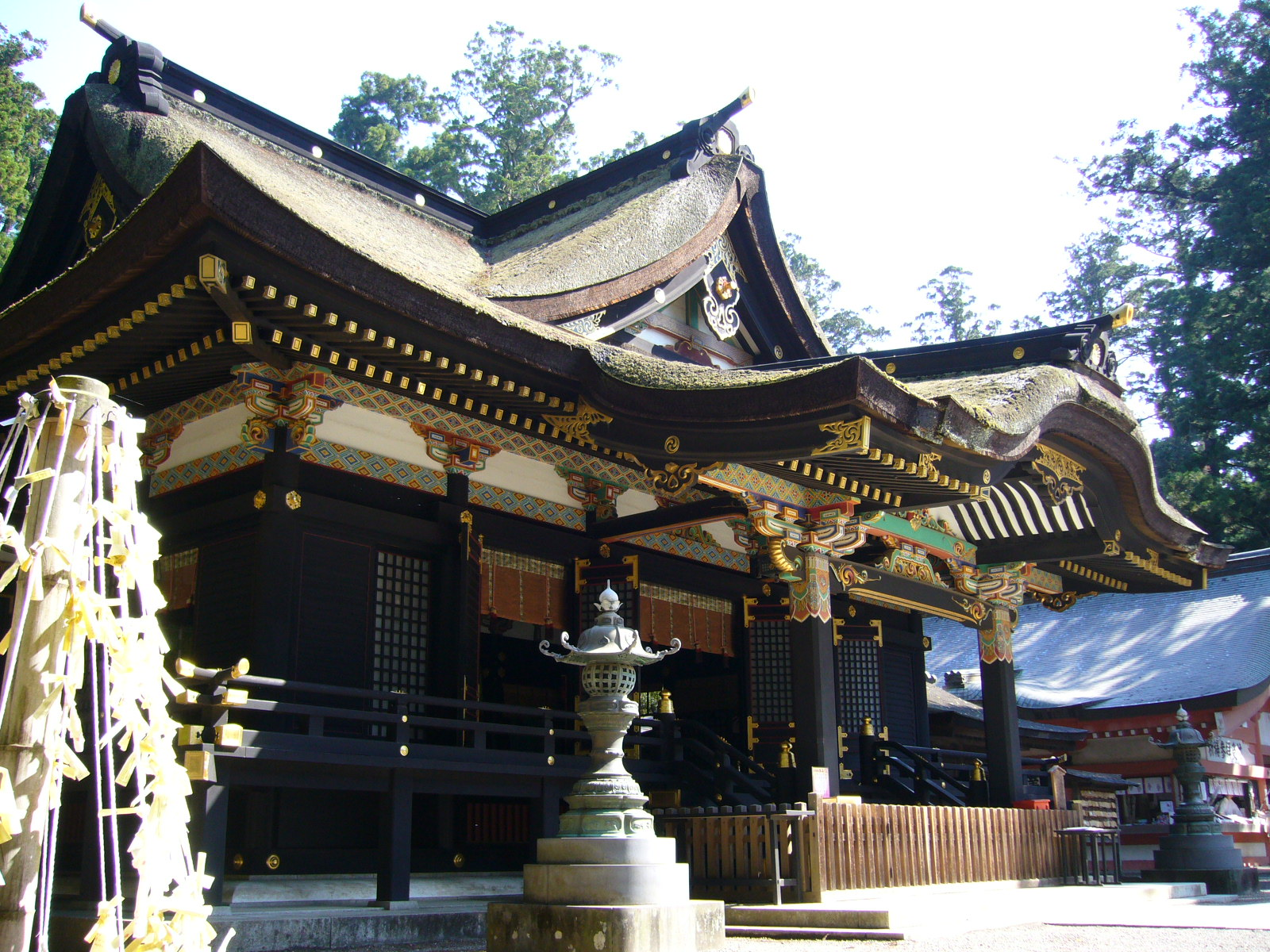
香取神宮拝殿

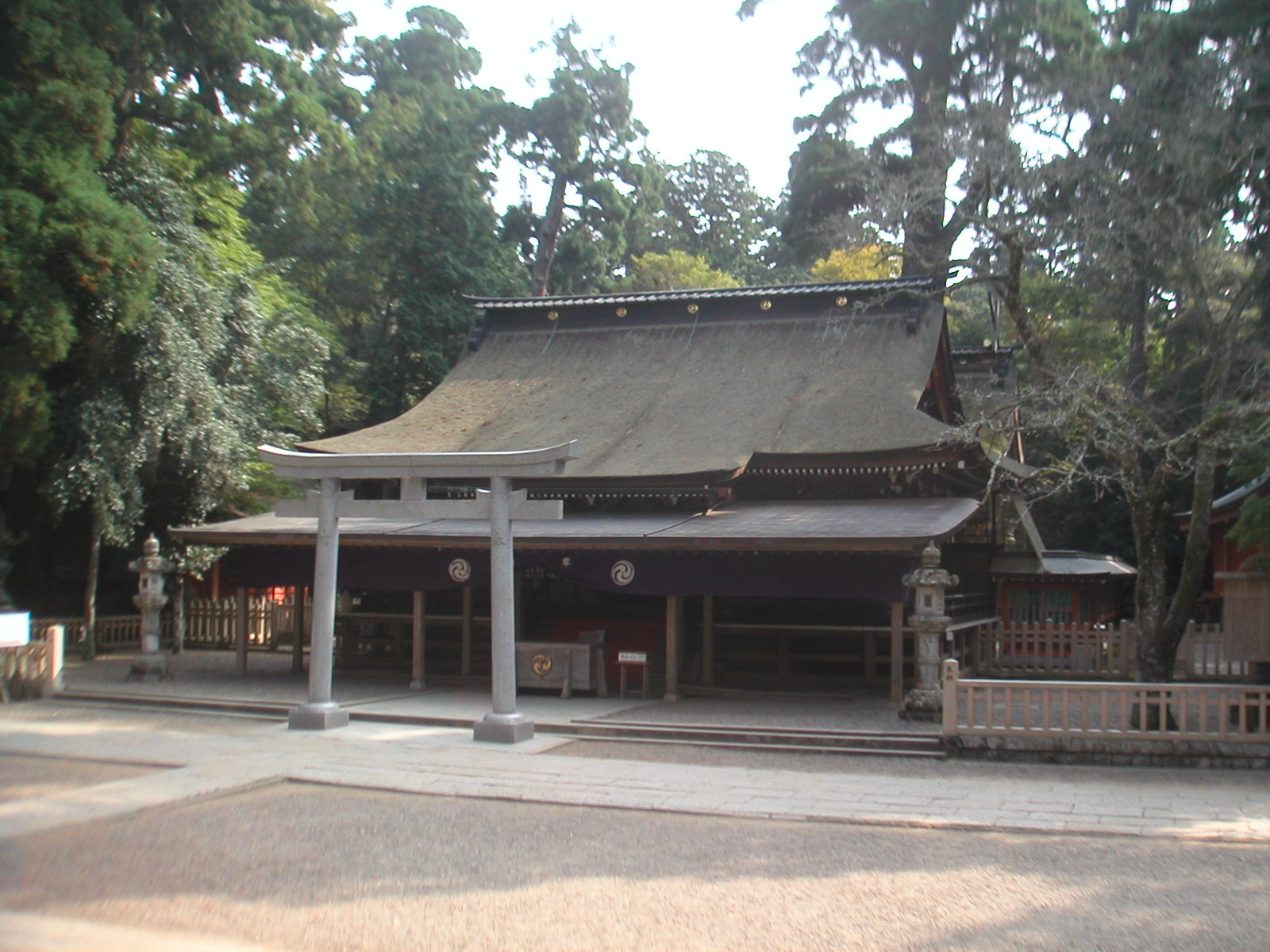
鹿島神宮拝殿

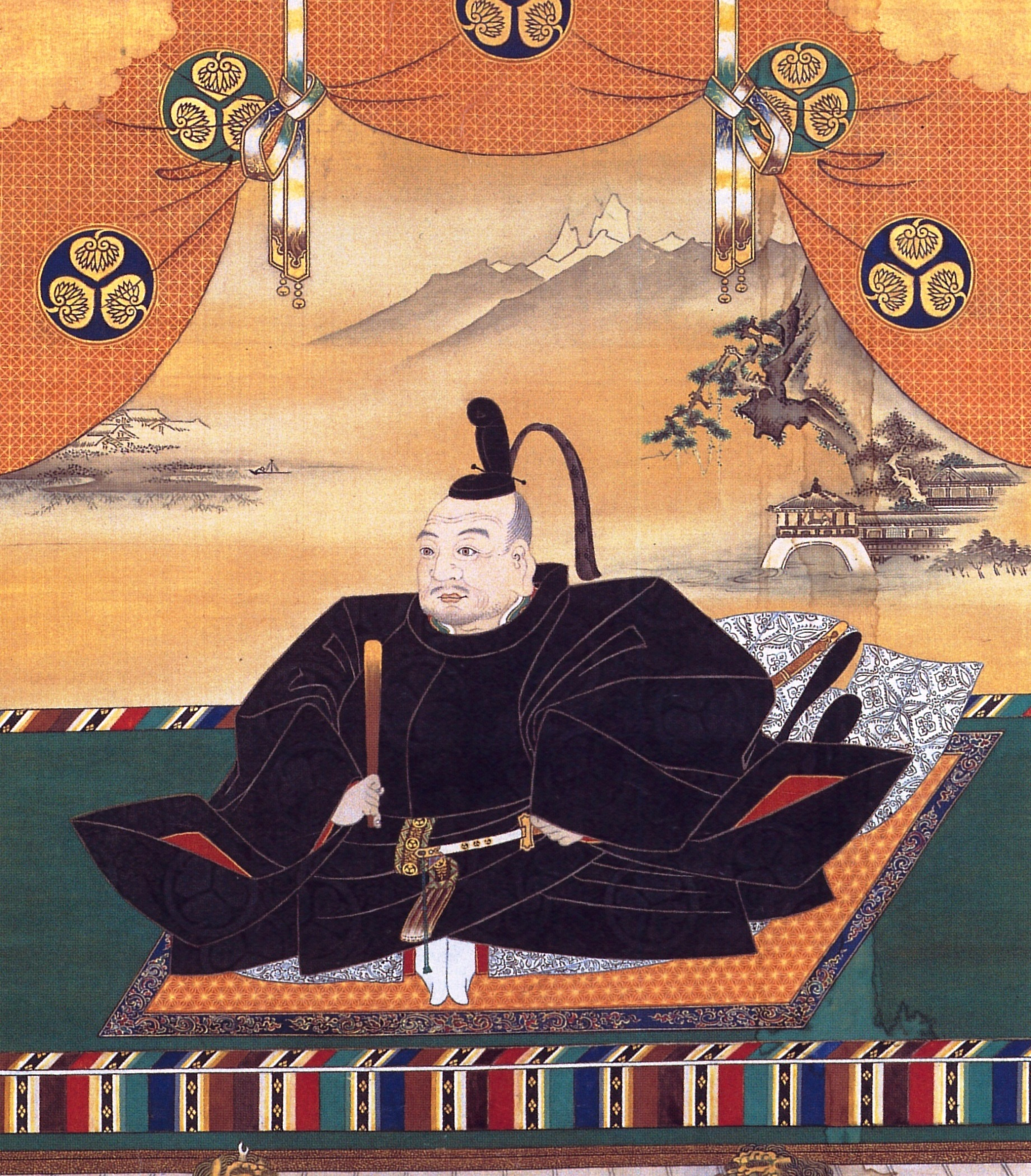
利根川東遷事業を進めさせた徳川家康

約12万年前の下末吉海進と呼ばれた時代、霞ヶ浦の周辺は関東平野の多くと同じく古東京湾の海底であり、7万2千年前ごろの最終氷期の始まりとともに徐々に陸地化したと考えられている。3万年前まで鬼怒川が現在の桜川の河道を流れ、その幅広い谷が西浦の主要部を形作った。2万年前には陸地化とともに出来た川筋によって現在の霞ヶ浦の地形の基礎が形作られた。1万数千年前の縄文海進では、低地が古鬼怒湾とよばれる海の入り江となったとされる。現在霞ヶ浦周辺で多く見られる貝塚はこの時期に形成されたと考えられている。
4世紀から7世紀にかけて霞ヶ浦周辺でも古墳が築造されるようになり、当時のヤマト王権と手を結ぶような勢力を持つ豪族があらわれるようになる。720年代に書かれたという『常陸国風土記』によれば、霞ヶ浦は製塩が行われ、多くの海水魚が生息するような内海であった。現在霞ヶ浦湖畔の浮島村は、当時は島であり周囲は海水であった。
その後、鬼怒川や小貝川による堆積の影響から、海からの海水の流入が妨げられるようになり、汽水湖となっていったと考えられている。
平安時代末期から室町時代にかけての香取神宮文書や鹿島神宮文書には「海夫」とよばれた人々が記されている。海夫は神祭物を納める代替として漁業や水運などの特権が認められていた。一方、中世には常陸大掾（だいじょう）氏が常陸国府の大掾職を世襲。職名を名字として勢力を拡大していき、戦国時代まで各分家が霞ヶ浦周辺を勢力下においている。その後、北方の佐竹氏が勢力を南下させ、1591年に佐竹義宣が霞ケ浦周辺の地元領主（南方三十三館）を一斉に誘殺し、佐竹氏が周辺域を掌握している。
江戸時代に入り、利根川東遷事業と呼ばれる一連の事業によって、利根川の水は霞ヶ浦方面にも流れ出すことになった。このことで、利根川を遡り、江戸川を経由して江戸に至るという関東の水運の大動脈が開通する。霞ヶ浦周辺の産物を江戸へと送る流通幹線となり、霞ヶ浦や利根川は東北地方からの物産を運ぶルートにもなっていたため河岸（かし）と呼ばれる港は大いに繁栄した。
一方、霞ヶ浦や利根川沿いの低湿地の開発は近世に入ってからといわれる。利根川東遷事業とともに鬼怒川や小貝川下流域、新利根川の開削とその周辺の新田開発などが大規模に行われるようになっている。
しかし、1783年の浅間山の大噴火が一つの転機をもたらす。この噴火は利根川の河床を堆積によって急激に上昇させ、利根川の水害を激化することにもつながった。これに対し、江戸幕府は川の拡幅などによって銚子方面へ流れる水の量を増やす工事を行う。これが結果として利根川の霞ヶ浦を含む利根川下流域に洪水を追いやり、水害を深刻化させる原因となる。また、堆積のほか、当時は小氷期とも呼ばれる冷涼な時代で、海水面が低下していたことも一層の淡水化を促すものだった。これらの結果、生息する魚介類も海水から汽水・淡水に生息するものへと変化し、漁業も現在のものに近いワカサギやコイ、フナなどを対象とするものが定着していったと考えられている。

### 近代

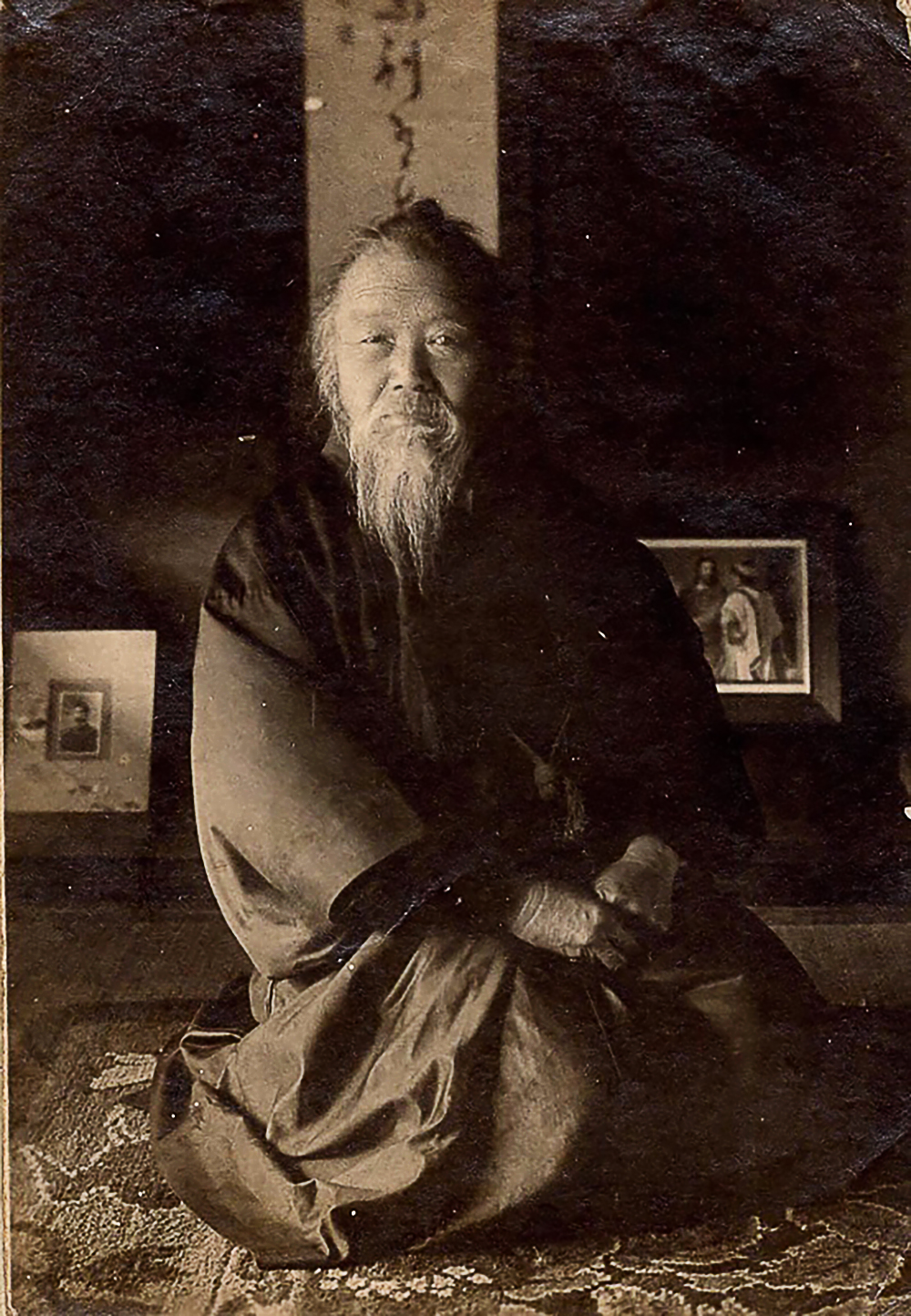
足尾鉱毒事件解決に奔走した田中正造

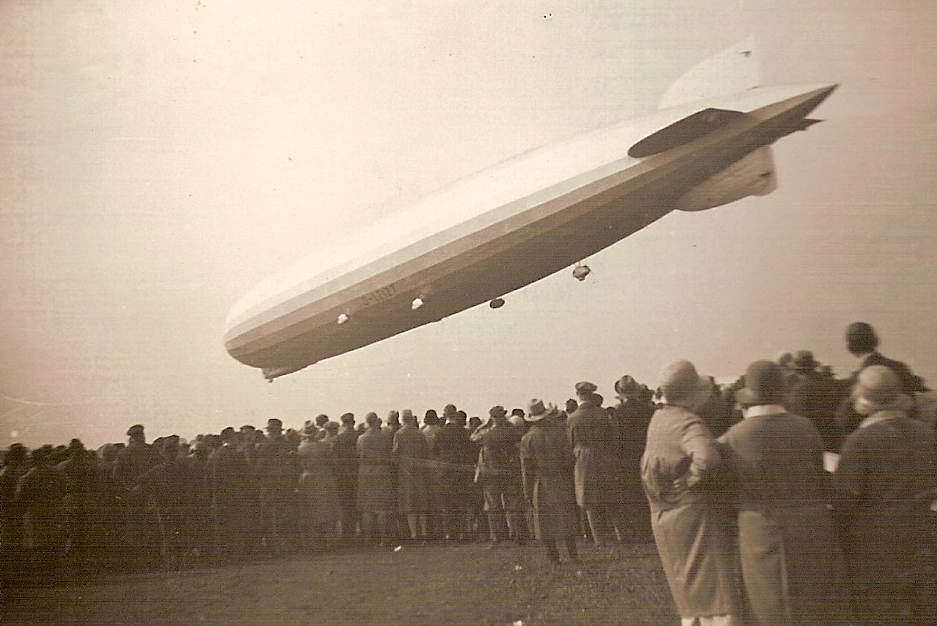
飛行船ツェッペリン伯号（LZ 127）

明治時代まで、利根川の「主流」は確定していなかった。しかし、足尾鉱毒事件の発生によって霞ヶ浦や銚子方面を利根川主流とする方針が明確になる。この方針は結果として霞ヶ浦の治水対策を強化していく事情につながる。しかし、1938年6月に「昭和13年の洪水」といわれる霞ヶ浦の近代治水史上最大の大洪水が発生する。さらに1941年には「昭和16年の洪水」といわれ大規模な洪水が再び発生する。これらの二度にわたる大洪水は1939年に起工された利根川増補計画の教訓となり、のちの治水事業にも引き継がれていく。
明治に入ると利根川水系に蒸気船が就航し、霞ヶ浦にも間もなく航路が開設されるようになる。当時は銚子経由で東京に船で行くルートなどがあったが、常磐線や総武本線などの鉄道が開通すると長距離航路は急速に減衰していき、水運は霞ヶ浦と利根川下流域を結ぶ短・中距離航路へと性格を変えていった。
また、漁業では、有名な帆曳き漁が考案され隆盛を極めた。農業においては、干拓事業が推進され、1920年代-1930年代を中心に多くの干拓事業が起工されている。
一方、1916年には現在の茨城県土浦市および阿見町の湖畔一帯に、大日本帝国海軍の航空施設が建設される。規模は次第に拡張され霞ヶ浦航空隊が設置された。1929年8月19日には、当時世界最大の飛行船だったドイツのツェッペリン伯号が世界一周中に霞ヶ浦航空隊に寄港。このときは、見物客が押し寄せ、観衆は30万人に及んだ。また、1931年8月には、大西洋単独無着陸飛行を初めて成し遂げたチャールズ・リンドバーグ夫妻が北太平洋航路調査のため来日。26日に霞ヶ浦を訪れた。

### 現代

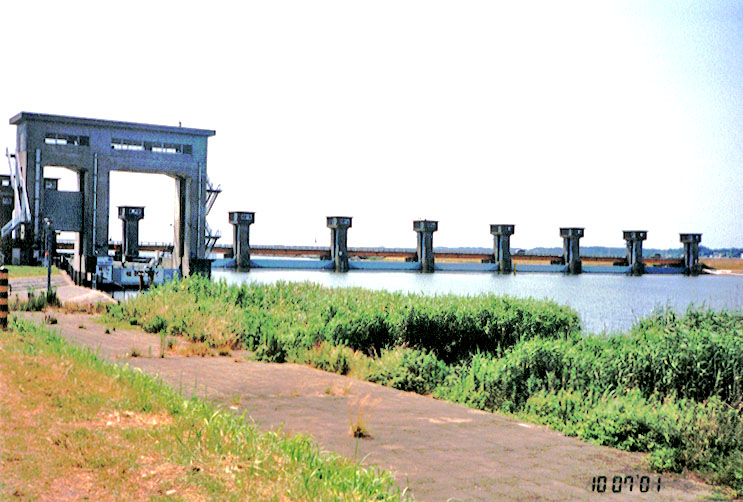
常陸川水門

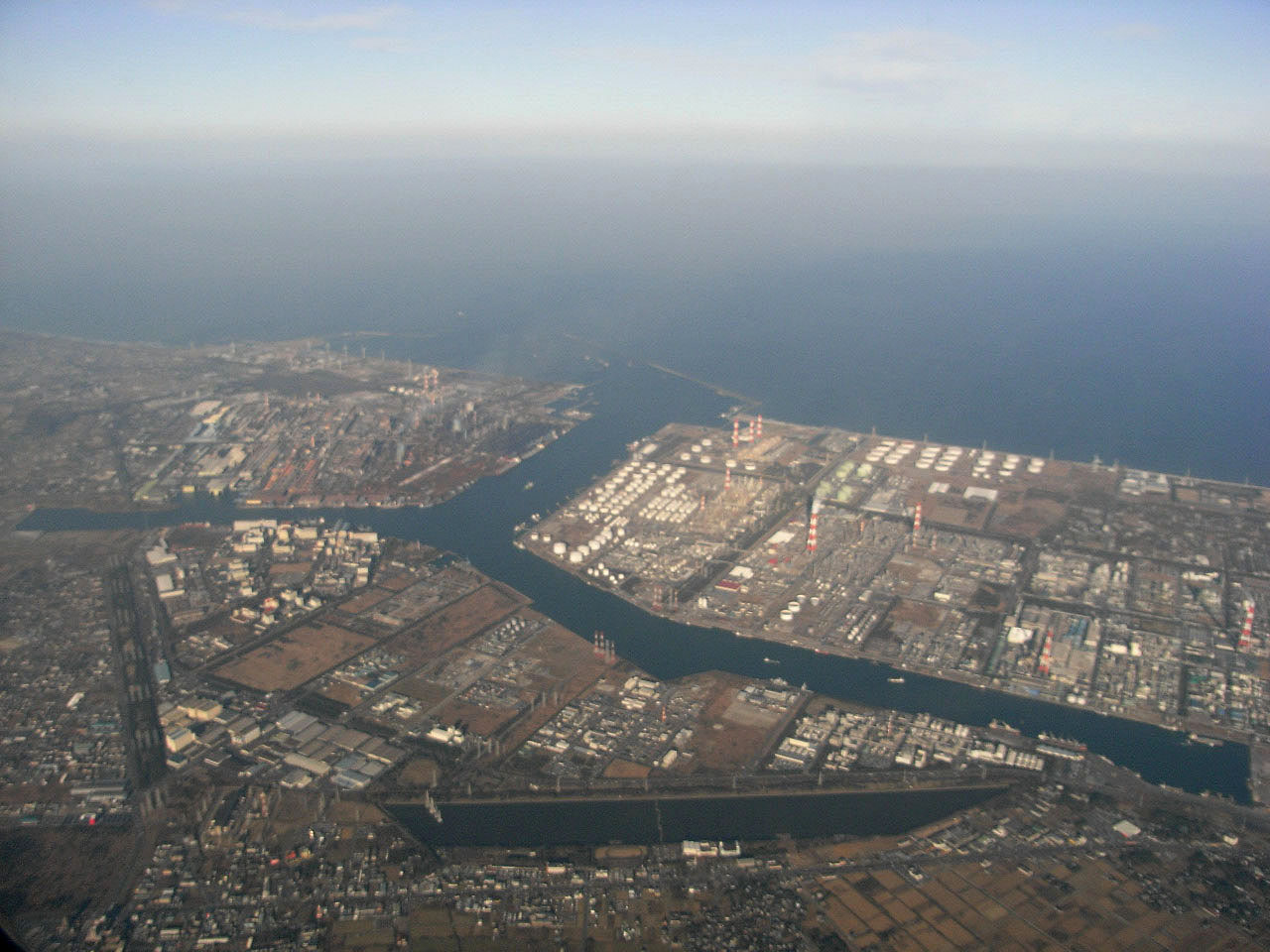
鹿島臨海工業地帯

戦前期の洪水の教訓から1948年から浚渫工事が着手される。工事着手後にも1950年8月8日には、利根川の増水の影響で北浦沿岸の鉾田町で550戸、潮来町で66戸が浸水被害を受けている。対策工事の進展によって海水が遡上しやすくなると、「昭和33年塩害」など霞ヶ浦の周辺域では農作物被害などの塩害が顕著に発生するようになり、常陸川水門（通称：逆水門）の建設を強く促進した。常陸川水門は、当初から汽水性のヤマトシジミが生息できなくなることなどから特に漁民の強い反対を招いてきたが、水門の完成によって霞ヶ浦の淡水化は決定的になった。
一方、当時の日本は高度経済成長の最中にあり、それに伴う霞ヶ浦への利水上の要請は霞ヶ浦開発事業へと発展することとなる。霞ヶ浦開発事業は広域地域開発と首都圏の長期的な水需要のための利水と治水の目的で行われ、1968年に建設省によって着工され、1971年に水資源開発公団が事業を継承。以来25年の歳月をかけて1996年に総事業費約2864億円で完成した。これら一連の開発事業は、鹿島臨海工業地帯の開発や筑波研究学園都市などの開発事業や、首都圏・都市域の拡大と人口増加を背景にした水資源開発の要請と連動しつつ行われてきた。
戦後、市民生活が落ち着いてくると水運は単なる住民の移動手段から、水泳や水郷などの観光航路としての性格を持つようになる。しかし、1960年代から霞ヶ浦の水質汚濁が進むことで水泳場が閉鎖されていき、さらに自動車・道路の普及に伴って水運は衰退し、今では消滅している。
これらの中距離航路のほかに霞ヶ浦の各地では渡船が存在し、人々の足を担ってきた。また、道路などが未整備だった時代には、霞ヶ浦の周辺では個人が船を所有し、物や人を運ぶのに欠かせない存在であった。特に香取市の北部にある「十六島」と呼ばれる地域においては顕著で、江間（エンマ）やミイコとよばれる細かい水路が縦横無尽に入り組み、「水郷」と呼ばれる独特の景観をかたちづくっていた。
漁業では、1960年ごろまでは豊かな淡水性の魚介類はもとより、スズキなどの汽水域に生息する魚もよく漁獲されていたが、これ以降、霞ヶ浦の漁業は大きく変化していく。まず、常陸川水門が設置されたことによって、霞ヶ浦は海とのつながりを遮断され、淡水化への道を歩むことになる。その結果、スズキなどの汽水魚やウナギなどの生活史の中で海から遡上する魚が減少し、それらの漁獲も減っていく。
また、1960年代後半にはそれまでの帆曳き漁にかわり、効率のよいトロール漁業への転換が進むが、これが逆に資源の枯渇を招き漁獲量は減少していくことになる。また、淡水性の貝類も1970年前後に漁獲が激減。1975年には汽水でしか生息できないヤマトシジミの漁業権の補償がなされた。このころは経済成長が進むのと時を同じくして霞ヶ浦の富栄養化が進行し、アオコの発生や養殖コイの大量死などが発生するようになってくる時期である。1990年代後半には漁獲総計が70年代の1/5程度にまで減少するに至った。
なお、太平洋戦争前から霞ヶ浦は干拓が進んできたが、最後の干拓地であった高浜入干拓は米の余剰や自然保護、地元漁民などの強い反対運動に遭い、漁業権の補償金が支払われたまま1978年に事実上の中止が決定している。
1987年には、西浦に初の橋となる霞ヶ浦大橋が開通した。開通後はしばらく有料道路であったが、2005年11月に無料開放された。2009年現在も唯一の橋である。なお、北浦には鹿行大橋、北浦大橋、神宮橋、新神宮橋と東日本旅客鉄道（JR東日本）鹿島線の橋梁の5本が架かっている。

## 交通
地方港湾として土浦港、潮来港などが存在している（航路については#観光を参照）。湖は広大であるため、湖岸線に到達する方法は無数にある。公共交通機関を使う場合、常磐線や鹿島線、大洗鹿島線などがその起点となる。
東日本旅客鉄道（JR東日本）
- 常磐線
  - 土浦駅より徒歩やJRバス霞ヶ浦線
  - 高浜駅より徒歩
  - 石岡駅よりバス[22]
- 鹿島線
  - 十二橋駅より徒歩
  - 潮来駅より徒歩やバス[22]
  - 延方駅より徒歩
  - 鹿島神宮駅より徒歩やバス[22]
- 成田線
  - 佐原駅よりバス[22]

鹿島臨海鉄道
- 大洗鹿島線
  - 北浦湖畔駅より徒歩(北浦の場合)
  - 鉾田市鉾田にあるバスターミナルから石岡駅行きのバス[22]

## 流域自治体
（太字は沿岸に接する自治体）

### 茨城県

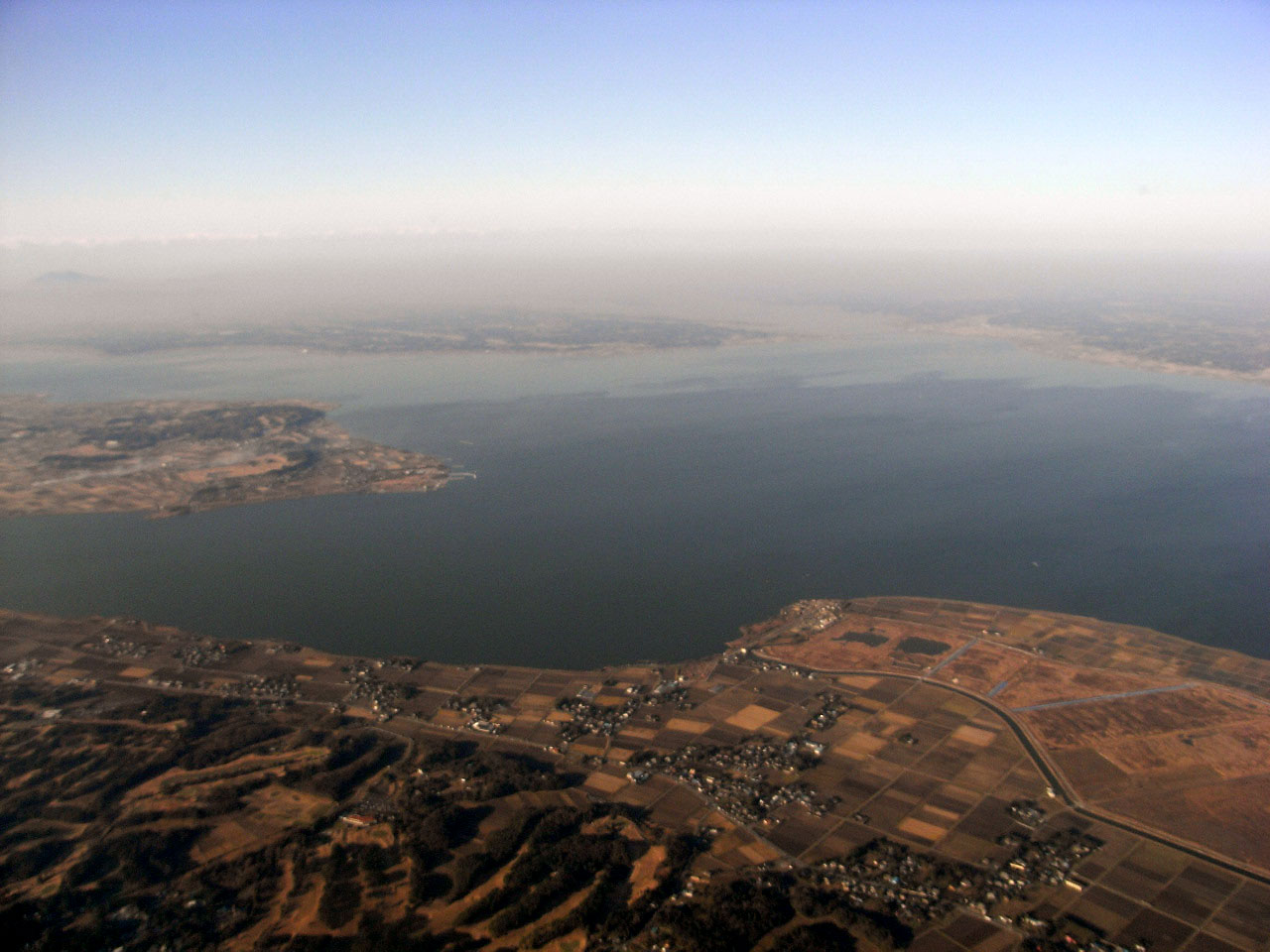
霞ヶ浦・西浦

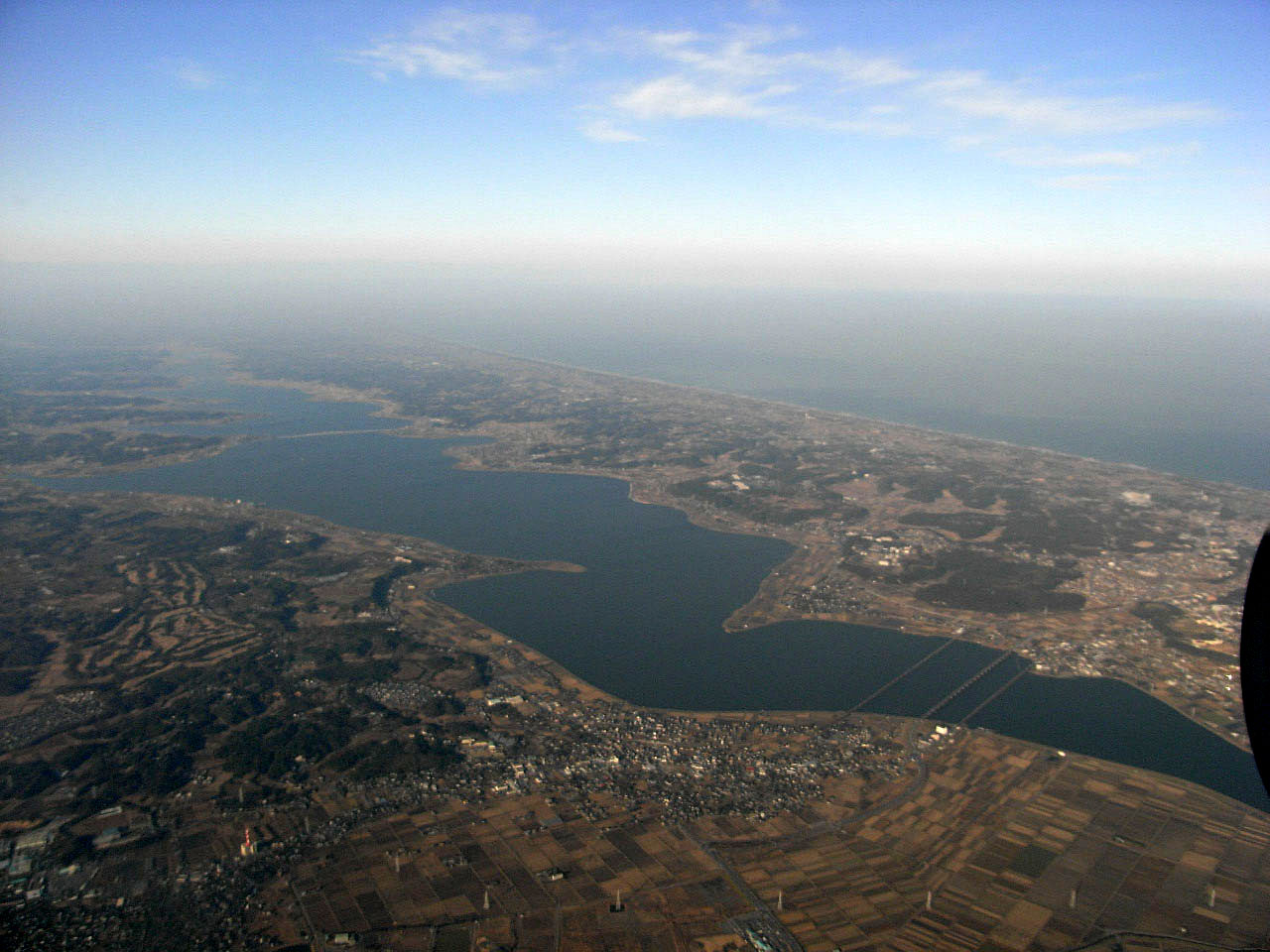
霞ヶ浦・北浦

| - 土浦市 - 潮来市 - 鹿嶋市 - 神栖市 - 石岡市 - 小美玉市 - 鉾田市 - 稲敷市 - かすみがうら市 - 行方市 | - つくば市 - 筑西市 - 笠間市 - 龍ケ崎市 - 牛久市 - 桜川市 - 下妻市 | - 稲敷郡阿見町 - 稲敷郡美浦村 - 東茨城郡茨城町 - 北相馬郡利根町 - 稲敷郡河内町 |

### 千葉県
- 香取市

### 栃木県
- 芳賀郡益子町